# Südtiroler Landesmuseum für Jagd und Fischerei
Das Südtiroler Landesmuseum für Jagd und Fischerei (italienisch Museo provinciale altoatesino per la Caccia e la Pesca) informiert über die Kulturgeschichte des Jagdwesens, der Fischerei und über die sich mit diesen Themen beschäftigende Volkskunst. Seit 2003 gehört es zu den Südtiroler Landesmuseen.

## Standort und Exponate
Das Museum ist seit 1996 auf Schloss Wolfsthurn bei Mareit, einer Fraktion von Ratschings in Südtirol, angesiedelt. Es nimmt im Hauptflügel des Barock-Baus den ersten Stock ein. Gemäß dem erweiterten kulturhistorischen Ansatz der Institution befinden sich unter den Ausstellungsexponaten nicht nur Jagd- und Fischerutensilien wie Pulverhörner, Jagdtaschen und Jägerbestecke, sondern auch Schnupftabakdosen, Pfeifen und Trinkgläser. Der zweite Stock ist dem Schloss selbst und seiner Geschichte gewidmet. Die Prunkräume mit Mobiliar, Gemälden und aufwändig mit Jagdmotiven bemalten Stofftapeten sind im barocken Originalzustand erhalten. Die Kellerräumlichkeiten sind didaktischen Zwecken gewidmet.